# هالیپلوس
هالیپلوس (نام علمی: Haliplus) نام یک سرده از زیرراسته پرخواران است. در منطقه آفریقایی گرمسیری، خاور نزدیک، ناباروری و شمال آفریقا زندگی می‌کند.